# Sauber C9

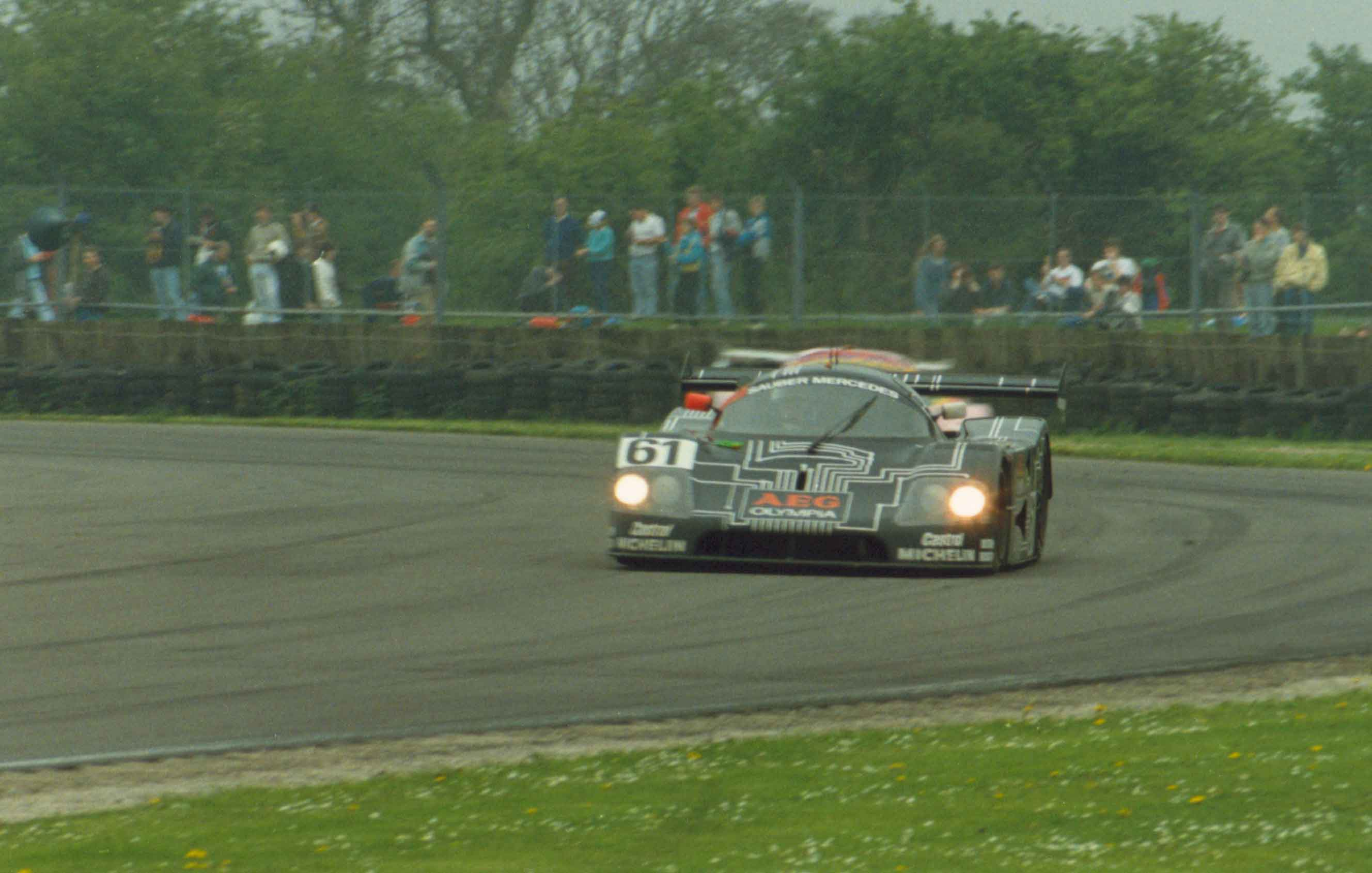
O Sauber C9 em Silverstone.

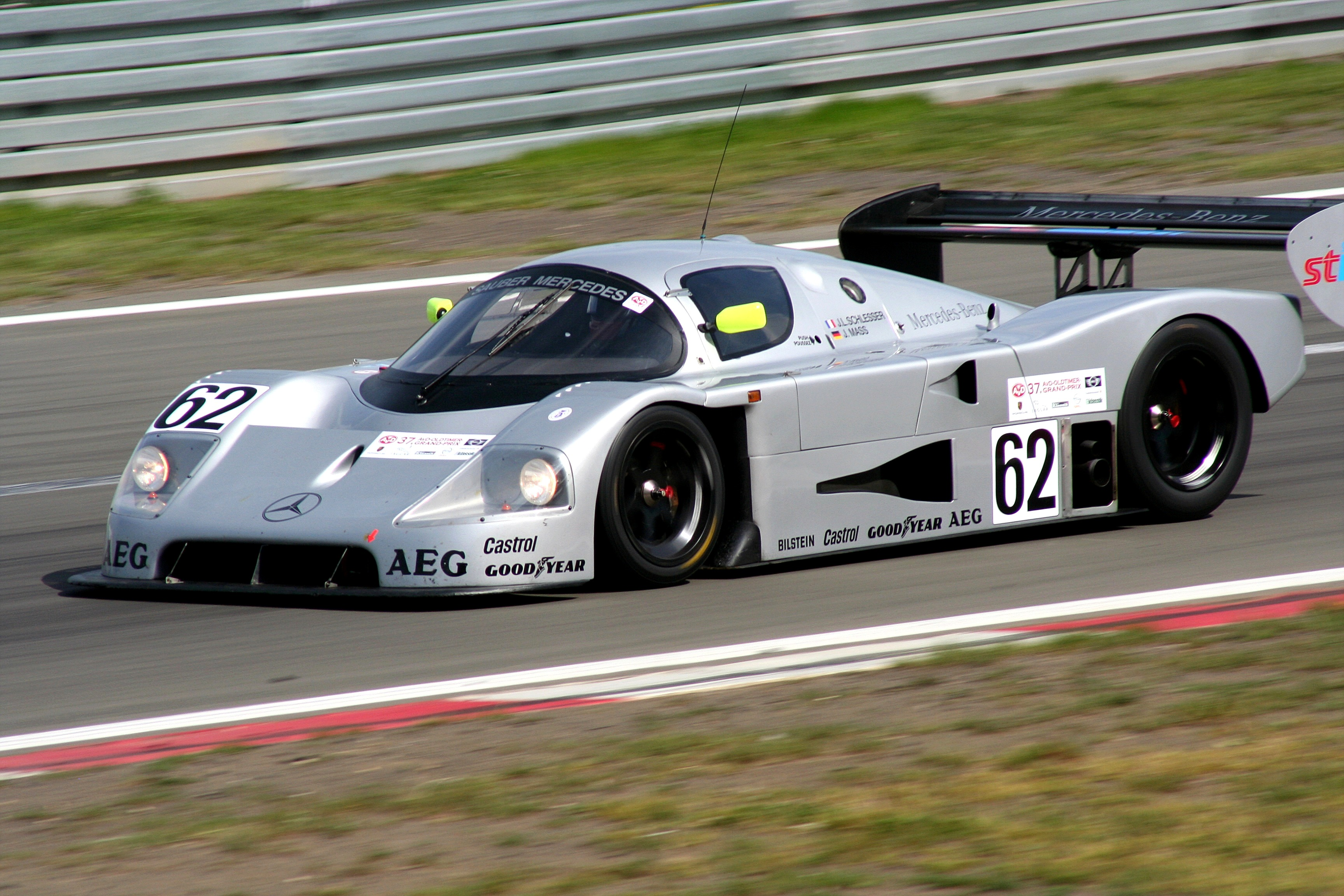
Sauber C9 em Nürburgring 2009

O Sauber Mercedes C9, pertenceu ao Grupo C de carros de corrida protótipos, introduzido em 1987, como continuação da parceria entre a Sauber como construtora e a Mercedes-Benz como fornecedora de motores, para o World Sportscar Championship. O C9 substituiu o Sauber C8. Possuía uma velocidade máxima de 370km/h (230mph), vai de 0-100km/h (0-62mph) em 2,9 segundos. 
A Mercedes-Benz retirou-se das competições internacionais em 1955, depois de um terrível acidente com um de seus carros em Le Mans, que resultou na morte de 78 espectadores da prova. A equipe suíça de Peter Sauber, buscava o suporte da Mercedes-Benz para motorizar seu carro (C9), para o Campeonato Mundial de Esportes Protótipos, conseguindo o apoio oficial da Mercedes Benz AG em 1988. 
Depois de um ano de trabalho conjunto, a fábrica alemã se integrou de tal maneira ao projeto, que capitaneou o patrocínio geral da equipe, pintando o Sauber C9 de 1989 com o tradicional esquema das “flechas de prata”. Sob essas condições participaram nas 24 Horas de Le Mans. A Mercedes conseguiria neste mesmo ano, a vitória depois de sua primeira participação, desde a sua retirada em 1955. O C9 oferecia assim à fábrica alemã a melhor maneira de voltar à mítica prova de gala do automobilismo. 
Leo Ress desenhou o C9 com a assistência da equipe técnica da PP Sauber AG, na Suíça e da Mercedes-Benz AG em Stuttgart. O motor V8 foi desenvolvido sobre a base de um motor de série, o que se sopunha ser outro grande fato para o projeto. O coração do C9 era composto por um rígido monocoque de onde se integrava o cockpit e os sistemas de proteção para o piloto. Virtualmente, cada componente do chassi, foi desenvolvido diretamente sobre tubos de alumínio, sendo o motor Mercedes Benz V8 parte integrante deste chassi. 
Como no caso dos modernos F1, a caixa de câmbio e a suspensão traseira foram integrados no mesmo motor. o Sauber C9 foi um “wing-car” desenvolvido para dispor do máximo efeito solo em grandes velocidades. O desenho aerodinâmico inicial foi completado em túnel de vento nas instalações da Mercedes, chegando-se a realizar cerca de 320 configurações diferentes antes do primeiro C9 ser construído. 
O resultado final foi eficiente e estéticamente bonito. O início da Le Mans 89 impôs problemas para a equipe Sauber. Na classificação do carro número 63, quebrou-se a caixa de câmbio, conseguindo a décima primeira posição da linha de largada. Um percalço pouco relevante mas importante para uma corrida de tão longa duração. Na saída da prova, Jean-Louis Schlesser, com o Sauber 62 e Mauro Baldi com o 61 disputaram a liderança. Paralelamente, Jochen Mass, Manuel Reuter e Standley Dickens no 63 realizaram duelos duplos. Porém, um pequeno problema mecânico levou de novo este carro à posição número 20 da classificação. 
Com os problemas resolvidos, Dickens sobe até o oitavo lugar. Durante a noite os Sauber se posicionaram entre o segundo e o terceiro lugar na classificação, entre os Jaguar. Após uma nova parada para substituir a caixa de câmbio, os carros Suíço/Alemães tomaram a liderança, para não deixá-la até o final da corrida. 
O carro com o número 63 de Mass/Reuter/Dickens dominou a prova durante as últimas oito horas, finalizando a corrida na primeira posição. O carro 61 ficou na segunda posição e o 62 na terceira. Um resultado impressionante para o regresso das “flechas de prata”.